# Euphorbia venenata
Euphorbia venenata là một loài thực vật có hoa trong họ Đại kích. Loài này được Marloth mô tả khoa học đầu tiên năm 1930.

## Hình ảnh

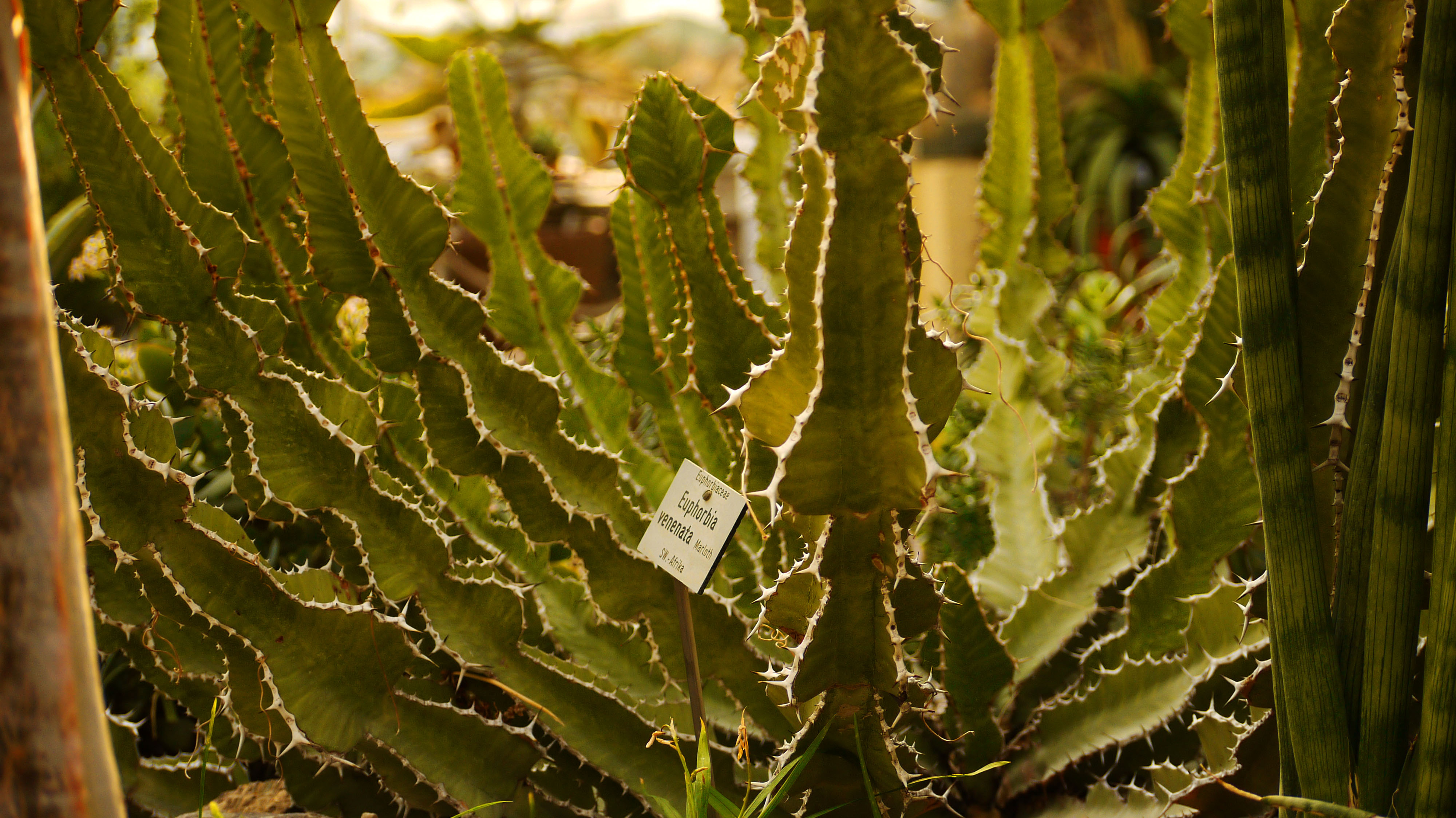
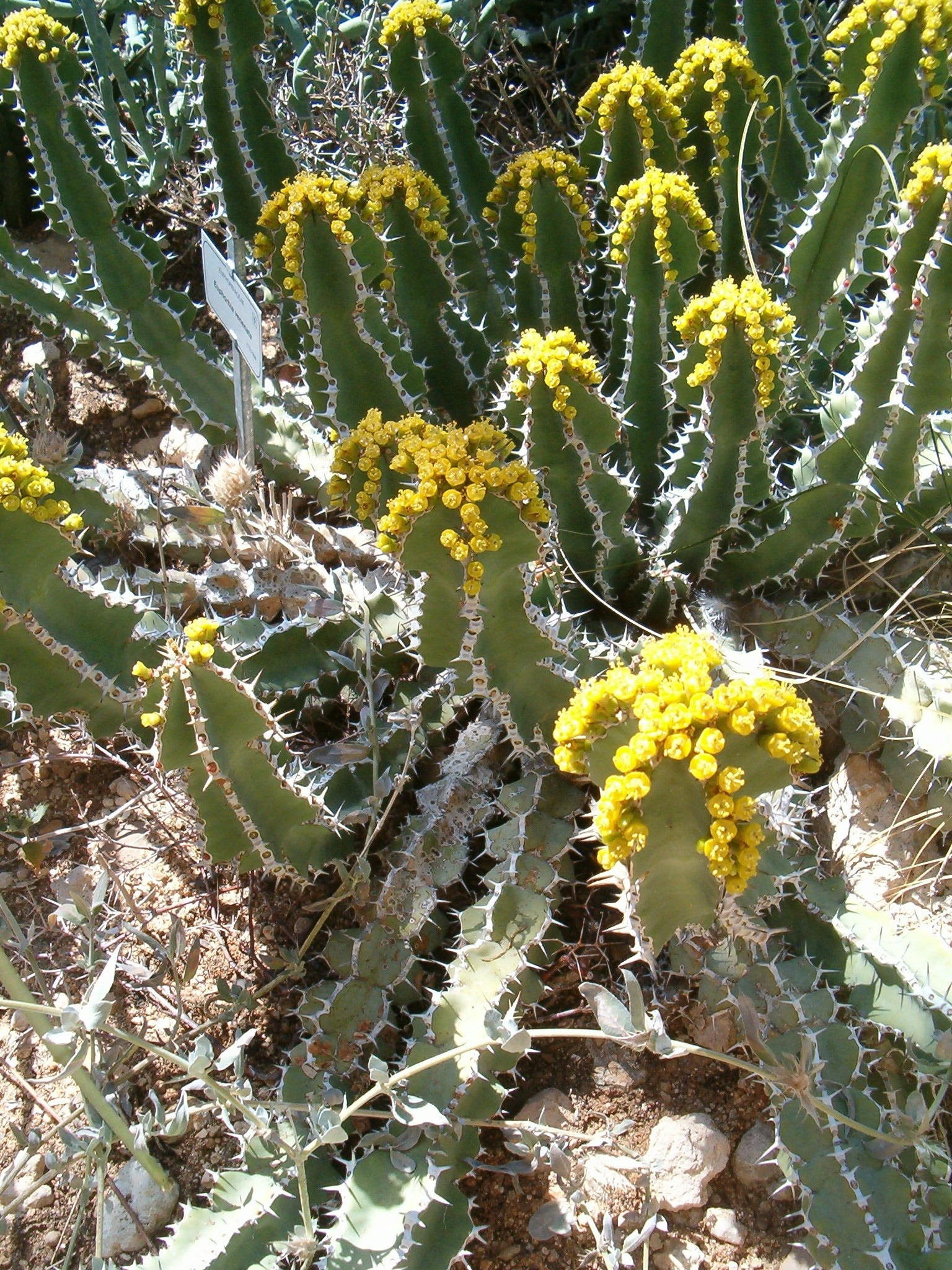
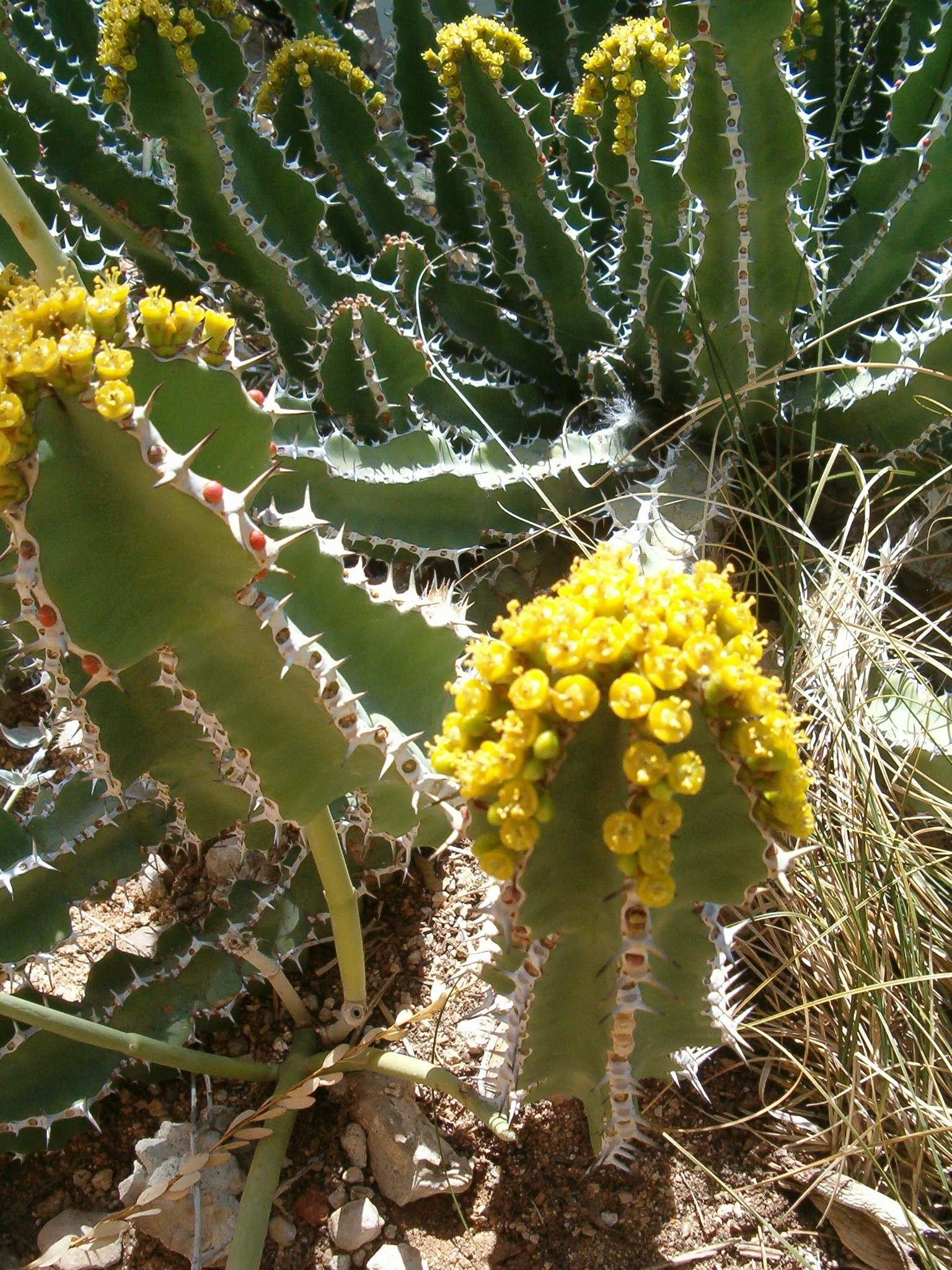
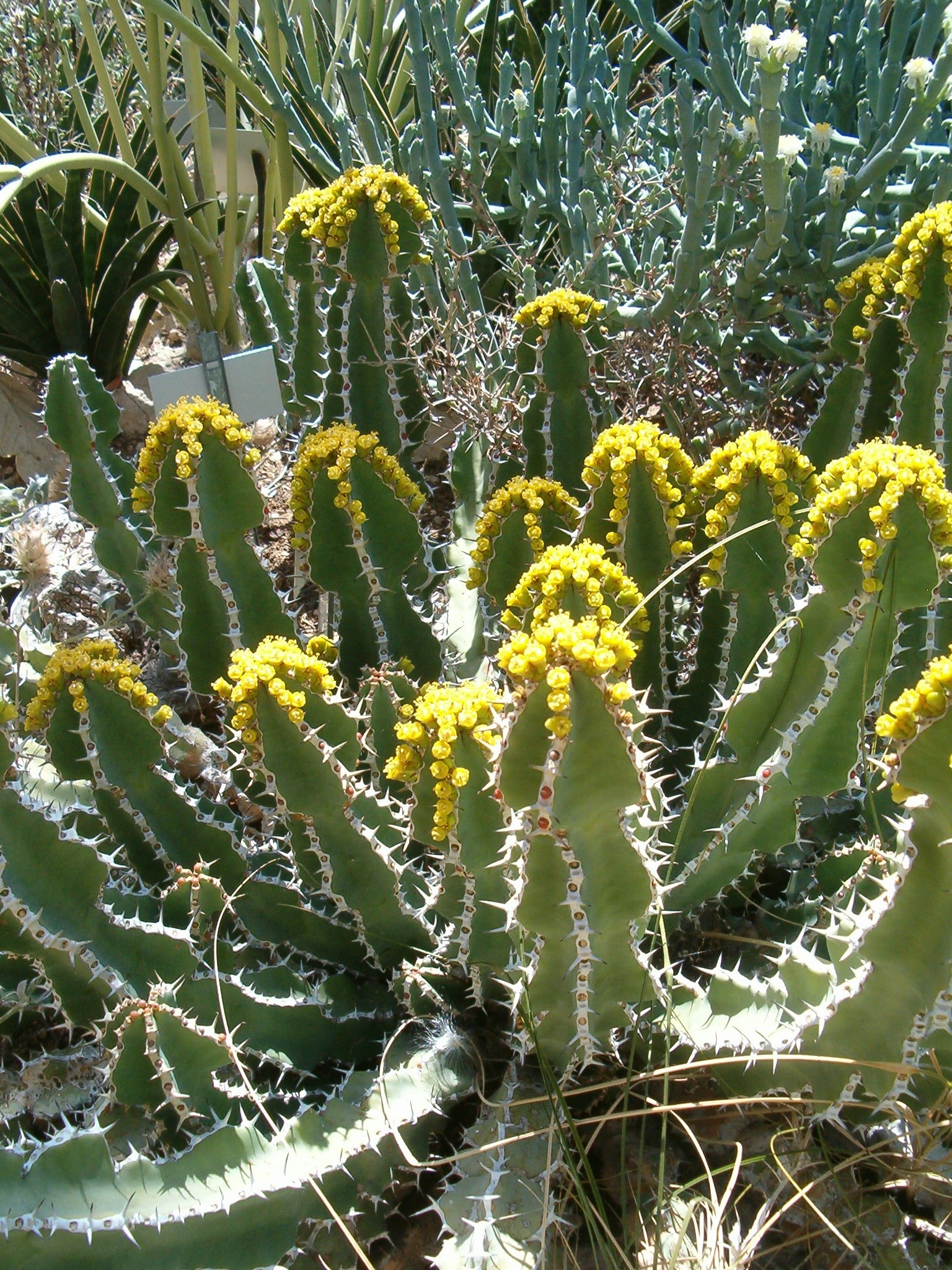